# Georg Ulrich Boij
Georg Ulrich Boij, var en svensk hovtrumpetare i Stockholm.

## Biografi
Georg Ulrich Boij flyttade till Sverige med Carl Gustaf Wrangels hov. Han spelade trumpet och blev 1672 hovtrumpetare i Stockholm. 1709 tillfångatogs Boij i slaget vid Poltava och ströks från hovstaterna. Han återvände 1722 till Sverige och fortsatte av arbeta som hovtrumpetare till sin död.

### Familj
Boij gifte sig med en dotter till en finländsk kyrkoherde.